# Dietersdorf (Südharz)
Dietersdorf è un centro abitato della Germania, frazione del comune di Südharz.

## Storia
Già comune autonomo, il 1º gennaio 2010 entrò a far parte del nuovo comune di Südharz.